# São Domingos do Sul
São Domingos do Sul es un municipio brasileño del estado de Rio Grande do Sul.
Se encuentra ubicado a una latitud de 28º31'51" Sur y una longitud de 51º53'16" Oeste, estando a una altitud de 660 metros sobre el nivel del mar. Su población estimada para el año 2004 era de 2.970 habitantes.
Ocupa una superficie de 81,2,4 km².
- Datos: Q1785981
- Multimedia: São Domingos do Sul / Q1785981